# Samgaksan-dong
Samgaksan-dong là một dong, phường của Gangbuk-gu ở Seoul, Hàn Quốc. Từ 30 tháng 6 năm 2008, Mia-6 trước đây và 7 dong sáp nhập lại thành dong này.

## Liên kết
- Trang chính thức Gangbuk-gu
- Bản đồ Gangbuk-gu tại trang chính thức Gangbuk-gu
- (tiếng Hàn) Trang dân cư chính thức Samgaksan-dong